# Mazda2
Mazda2 (též Mazda 2, v Japonsku se označuje jako Mazda Demio) je osobní automobil ze třídy malých vozů, vyráběný japonskou automobilkou Mazda. Je založen na platformě DY. Název Demio byl dříve používán pro vozy prodávané mimo Japonsko jako Mazda 121. Vůz Mazda2 si od počátku získal jméno jako praktický automobil nabízející požitek z jízdy a vyhoupl se na sedmé místo v počtu automobilů prodávaných v Japonsku. Druhá generace byla představena roku 2007 a roku 2010 prošla faceliftem. Oproti předchůdci je o 100 kg lehčí a design byl navržen ve stylu Zoom-zoom.
Na konci roku 2008 byla Mazda 2 vzhledem ke svým technickým parametrům a vybavenosti vozidla přeřazena do kategorie středních vozidel.